# Riviera

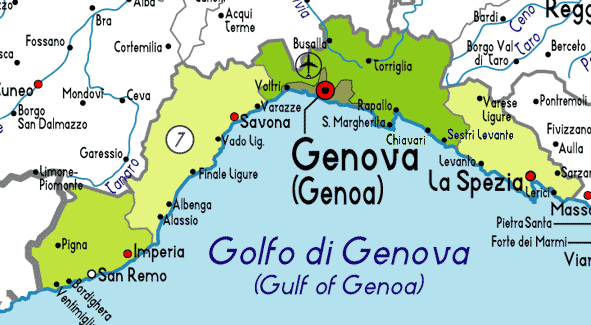
Mapa de la Riviera

La Riviera (Rivëa en lígur, Riviera en italià) és el nom, sobretot turístic, que rep la costa de la Ligúria, abastant tot el Golf de Gènova des de la frontera amb la Provença fins a la Toscana. El nom de Riviera, que significa ribera, sembla que en la seva accepció de costa marítima prové del lígur, aplicant-la a la costa sota la protecció del port de Gènova, en època medieval.

## Ubicació
Es tracta d'una franja de costa d'uns 330 km de llargada que va des de la frontera amb la Provença, a l'extrem oest fins al cap Corvo a l'est, on comença la Toscana. Abasta les quatre províncies de la Ligúria i està centrada per la ciutat de Gènova.
Per la seva orientació, hom distingeix clarament dues parts:
- la Riviera de Ponent, d'orientació Sud-est, a les províncies d'Imperia i Savona.
- la Riviera de Llevant, d'orientació Sud-oest, que recorre les províncies de Gènova i La Spezia.

## Recursos
La proximitat dels Alps Marítims, que la confinen pel Nord, fan que la Riviera sigui una costa de clima suau i arrecerat i això, juntament amb els seus paisatges i les seves viles pintoresques, la van fer ben aviat destí dels primers turistes.
Avui en dia, semblantment amb la seva veïna Costa Blava, està especialitzada en la recepció de visitants de bon nivell que gaudeixen del seu entorn privilegiat, les seves platges i els seus establiments balnearis.
La ciutat de Gènova també fa ús de la seva condició de port important tant a Itàlia com a tota la Mediterrània per a desenvolupar al seu entorn una important activitat industrial i mercantil.

## Les poblacions
La majoria de poblacions de la Riviera presenten algun atractiu turístic però d'entre elles potser tenen més anomenada, d'oest a est: Ventimiglia, Bordighera, Sanremo, Imperia, Andora, Alassio, Albenga, Loano, Noli, Savona, Arenzano, Gènova, Reco, Camogli, Portofino, Rapallo, Chiavari, Levanto, La Spezia o Lerici.
A la zona de Levanto hi ha la franja costanera del Parc Nacional de les Cinc Terres (Cinque Terre) que el 1997 va ésser proclamat Patrimoni de la Humanitat per la UNESCO a l'apartat de paisatges culturals.

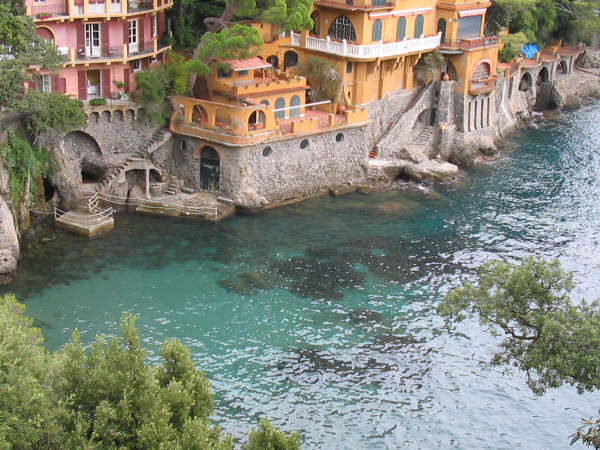
Un racó de Portofino, a la Riviera de Llevant

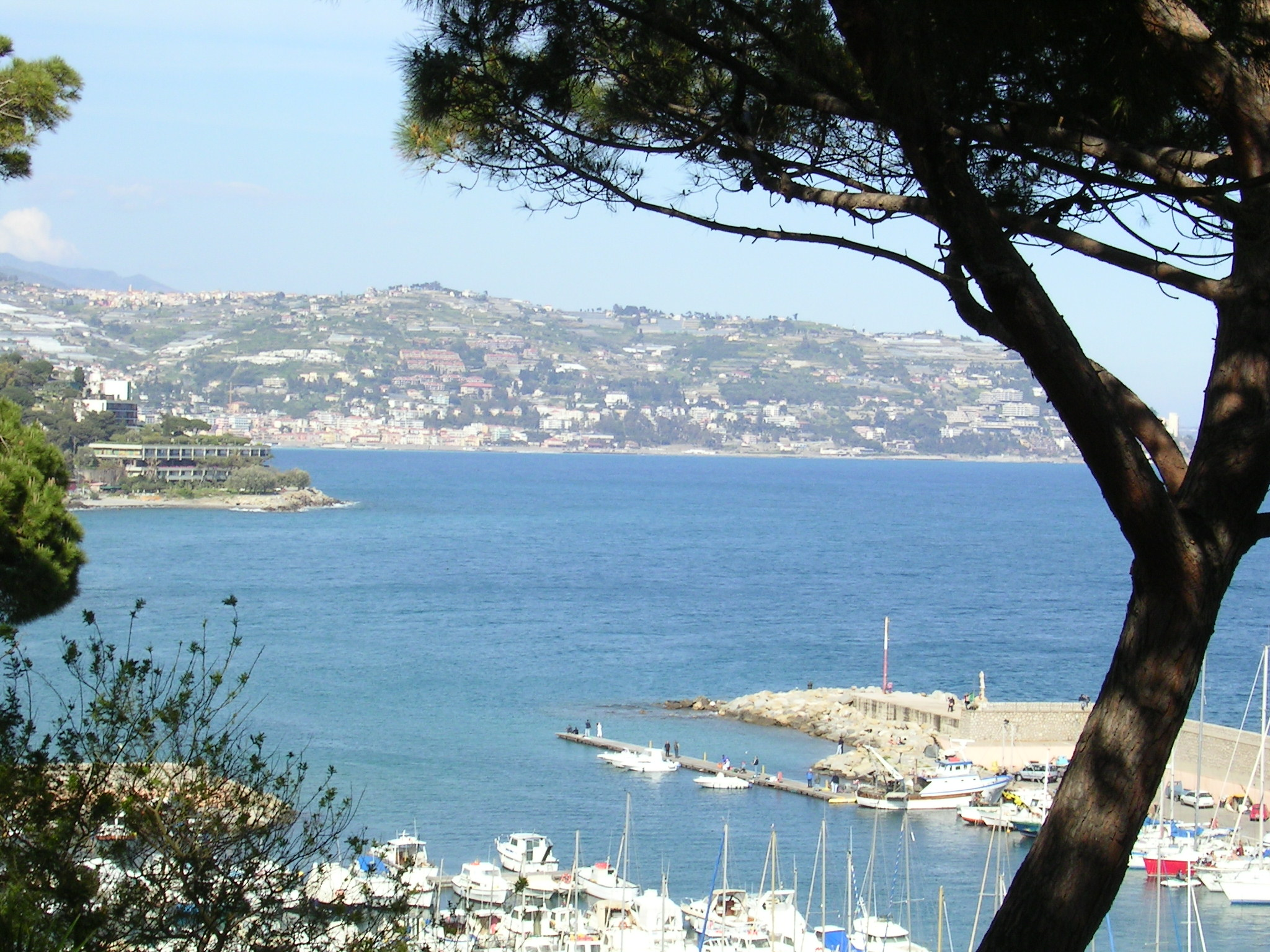
Bordighera, a la Riviera de Ponent